# Patrick Baumann
Pour les articles homonymes, voir Baumann.
Patrick Baumann, né le 5 août 1967 à Bâle (Suisse) et mort le 14 octobre 2018 à Buenos Aires (Argentine), est un dirigeant sportif suisse, secrétaire général de la Fédération internationale de basket-ball et membre du Comité international olympique de 2007 à 2018.

## Biographie
Juriste ayant obtenu son baccalauréat à Sanremo en Italie et sa licence à l'université de Lausanne, il devient secrétaire général de la Fédération internationale de basket-ball associations en 2003, puis membre du conseil de l'Association des fédérations internationales olympiques des sports d'été (ASOIF) en 2011. Il est jusqu'en septembre 2017 le président de la Commission d'évaluation des Jeux olympiques d'été de 2024.
Le 30 octobre 2017, il est nommé par le président du CIO Thomas Bach à la tête de la commission de coordination des Jeux olympiques de Los Angeles.
Également président du comité d'organisation des Jeux olympiques de la jeunesse 2020 d'hiver à Lausanne, il meurt d'une crise cardiaque alors qu'il se trouve à Buenos Aires en Argentine pour les Jeux olympiques de la jeunesse de 2018. En hommage, Thomas Bach demande la mise en berne des drapeaux olympiques au siège du CIO à Lausanne et à Buenos Aires.
À partir de 2019, la coupe de Suisse de basket-ball masculine est dénommée la Patrick Baumann Cup.